# یواس‌اس استردی (ام‌اس‌او-۴۹۴)
یواس‌اس استردی (ام‌اس‌او-۴۹۴) (به انگلیسی: USS Sturdy (MSO-494)) یک کشتی بود که طول آن ۱۷۲ فوت (۵۲ متر) بود. این کشتی در سال ۱۹۵۶ ساخته شد.